# Miltochrista takamukui
Miltochrista takamukui är en fjärilsart som beskrevs av Matsumura 1927. Miltochrista takamukui ingår i släktet Miltochrista och familjen björnspinnare. Inga underarter finns listade i Catalogue of Life.